# Saint-Gilles (Gard)
Saint-Gilles é uma comuna francesa na região administrativa de Occitânia, no departamento de Gard. Estende-se por uma área de 153,73 km². Em 2010 a comuna tinha 13 893 habitantes (densidade: 90,4 hab./km²).